# Justin Kuritzkes
Justin Matthew Kuritzkes (* 5. Mai 1990 in Los Angeles) ist ein US-amerikanischer Drehbuchautor, Dramatiker und Romancier. Internationale Bekanntheit brachten ihm vor allem seine Drehbücher zu den Spielfilmen Challengers – Rivalen und Queer (beide 2024) ein, die beide von Luca Guadagnino inszeniert wurden.

## Leben
Justin Kuritzkes stammt aus einer jüdischen Familie. Der Sohn einer Immobilienanwältin und eines Gastroenterologen wuchs in seiner Geburtsstadt Los Angeles auf. Er besuchte die Harvard Westlake School, wo er regelmäßiger Teilnehmer am dort ausgerichteten Dramatiker-Festival wurde und überwiegend 10-15-minütige Theaterstücke verfasste. Nach Abschluss der Schule im Jahr 2008 ging Kuritzkes an die Brown University in Rhode Island. Dort widmete er sich ebenfalls dem Theater und verließ die Hochschule 2012 mit einem Bachelor of Arts.
Kuritzkes ist seit 2016 mit der südkoreanisch-kanadische Dramatikerin, Drehbuchautorin und Filmregisseurin Celine Song verheiratet. Er lernte sie im Sommer 2012 während eines Stipendiums in Montauk kennen. Die Beziehung mit Kuritzkes diente Song als Inspiration für ihren preisgekrönten Spielfilm Past Lives – In einem anderen Leben (2023). Das Paar lebt gemeinsam in New York City. Kuritzkes bezeichnete sich und seine Ehefrau als „jeweils schärfsten Kritiker und ersten Leser des anderen“. Dennoch würden beide ihre jeweiligen Projekte getrennt voneinander erarbeiten.

## Karriere
Erste Bekanntheit über das Internet erlangte Kuritzkes als Ersteller von Video-Content. Er kreierte kurze Filme auf seinem Laptop für komödiantische Charakterstudien, indem er sein Gesicht per Image Warping mit Hilfe der Software Photo Booth veränderte und auf YouTube hochlud. Das 2011 veröffentlichte Video Potion Seller ging viral, zog eine Parodie des Magazins The New Yorker nach sich und erreichte über elf Millionen Klicks.
Im Jahr 2016 wurde Kuritzkes Abschlussarbeit an der Brown University, das Theaterstück The Sensuality Party off-Broadway uraufgeführt. Das Werk beinhaltet eine Reihe ineinandergreifender Monologe von College-Studenten, die eine Sexorgie haben, die aber nicht einvernehmlich endet. Ein Jahr später wurde sein Stück Asshole (2017) erstmals inszeniert, das er bereits 2014 verfasst hatte. Er war dazu durch eine Lektüre über Zwangsernährung von Guantánamo-Häftlingen im Hungerstreik inspiriert worden. Asshole handelt von einem Arzt, der die Zwangsernährung von Gefangenen eines staatlichen Geheimdiensts überwacht und gleichzeitig von seinem eigenen Anus besessen ist.
Im Jahr 2019 veröffentlichte Kuritzkes mit Famous People seinen ersten Roman. Dabei handelt es sich um die fiktiven Memoiren eines 22-jährigen Sängers und Teenager-Idols, der im Alter von 12 Jahren durch ein virales Video entdeckt wurde.
Internationale Bekanntheit erlangte Kuritzkes im Jahr 2024 als Drehbuchautor für zwei Spielfilme des italienischen Regisseurs Luca Guadagnino. Die erste Zusammenarbeit Challengers – Rivalen mit Zendaya, Josh O’Connor und Mike Faist in den Hauptrollen handelt von einer Dreiecksbeziehung, die im Tennissport angesiedelt ist. Kuritzkes hatte sich 2018 durch das dramatische US-Open-Damenfinale zwischen Serena Williams und Naomi Ōsaka für Tennis begeistert und zahlreiche Fachliteratur zum Sport als Referenz genutzt, darunter auch Andre Agassis Biografie Open. Sein Drehbuch war 2021 in der Blacklist der besten unverfilmten Ideen Hollywoods gelistet und brachte ihm unter anderem Nominierungen für den Critics’ Choice Movie Award und den Writers Guild of America Award ein. Im selben Jahr erschien Guadagninos Literaturverfilmung Queer mit Daniel Craig, die Kuritzkes nach dem gleichnamigen, semiautobiografischen Roman von William S. Burroughs adaptierte. Dafür gewann er den Preis des Florida Film Critics Circle.

## Werke

### Drehbücher
- 2024: Challengers – Rivalen (Challengers)
- 2024: Queer

### Theaterstücke
- 2016: The Sensuality Party
- 2017: Asshole

### Romane
- 2019: Famous People

## Auszeichnungen (Auswahl)
- 2023: „Variety’s 10 Screenwriters to Watch“[9]
- 2024: Florida Film Critics Circle Award für Queer (Bestes adaptiertes Drehbuch)[8]

Erhaltene Ehrungen für das Orignaldrehbuch von Challengers  – Rivalen:
- 2024: Astra Midseason Movie Award
- 2024: International Online Cinema Award
- 2024: Nominierung – Chicago Film Critics Association Award
- 2024: Nominierung – Toronto Film Critics Association Award
- 2025: Minnesota Film Critics Alliance Award
- 2025: Nominierung – Critics’ Choice Movie Award
- 2025: Nominierung – Writers Guild of America Award